# Мор (окръг, Тексас)
Окръг Мор (на английски: Moore County) е окръг в щата Тексас, Съединени американски щати. Площта му е 2357 km², а населението - 20 121 души (2000). Административен център е град Дюмас.